# Gobius
Gobius é um género de peixe da família Gobiidae.
Este género contém as seguintes espécies:
- Gobius hypselosoma
- Gobius tigrellus
- Gobius niger
- Gobius acutipennis
- Gobius agulhensis
- Gobius ater
- Gobius auratus
- Gobius bucchichii
- Gobius caffer
- Gobius cobitis
- Gobius cruentatus
- Gobius ehrenbergii
- Gobius fallax
- Gobius gasteveni
- Gobius geniporus
- Gobius giuris
- Gobius lateralis
- Gobius macrocephalus
- Gobius multifasciatus
- Gobius natalensis
- Gobius nebulosus
- Gobius nidiceps
- Gobius niger
- Gobius ophiocephalus
- Gobius ornatus
- Gobius paganellus
- Gobius punctatissimus
- Gobius roulei
- Gobius saldanha'
- Gobius schmidti
- Gobius vittatus